# راندي كارليل
راندي كارليل هو لاعب هوكي جليد كندي، ولد في 19 أبريل 1956 في غريتر سودبوري في كندا.

## وصلات خارجية
- راندي كارليل على موقع دوري الهوكي الوطني (الإنجليزية)
- راندي كارليل على موقع قاعة مشاهير الهوكي (لاعب أن.إتش.أل) (الإنجليزية)
- راندي كارليل على موقع EliteProspects.com (الإنجليزية)
- راندي كارليل على موقع HockeyDB.com (الإنجليزية)
- راندي كارليل على موقع Hockey-Reference.com (الإنجليزية)